# Hrabstwo Sumner (Kansas)

Piramida wieku hrabstwa

Hrabstwo Sumner – hrabstwo położone w USA w stanie Kansas z siedzibą w mieście Wellington. Założone 20 grudnia 1870 roku.

## Miasta
- Wellington
- Belle Plaine
- Conway Springs
- Caldwell
- Oxford
- Argonia
- South Haven
- Geuda Springs
- Milan
- Mayfield
- Hunnewell
- Milton (CDP)

## Sąsiednie Hrabstwa
- Hrabstwo Sedgwick
- Hrabstwo Butler
- Hrabstwo Cowley
- Hrabstwo Kay, Oklahoma
- Hrabstwo Grant, Oklahoma
- Hrabstwo Harper
- Hrabstwo Kingman